# Dário Essugo
Dário Essugo (Odivelas, 14 maart 2005) is een Portugees betaald voetballer die bij voorkeur als middenvelder speelt. Hij speelt anno 2021 in het eerste elftal van Sporting Lissabon.

## Club Carrière
Op 16 maart 2021 tekende Essugo zijn eerste profcontract bij Sporting Lissabon, twee dagen na zijn 16e verjaardag. Hij maakte zijn debuut op 20 maart 2021, waarin zijn team won met 1-0 tegen Vitoria S.C.
Hij is jongste debutant ooit in de geschiedenis van Sporting Lissabon, Hij was 16 jaar en 5 dagen oud.
1 Israel ·
2 Reis ·
3 St. Juste ·
5 Morita ·
6 Debast ·
8 Gonçalves ·
9 Gyökeres ·
10 Edwards ·
11 Santos ·
13 Kovačević ·
17 Trincão ·
19 Harder ·
20 Araújo ·
21 Catamo ·
22 Fresneda ·
23 Bragança ·
25 Inácio ·
26 Diomande ·
41 Callai ·
42 Hjulmand  ·
47 Esgaio ·
57 Quenda ·
72 Quaresma ·
Coach: Amorim